# NO (少年カミカゼのアルバム)
『NO』（エヌ・オー）は、2008年8月20日に発売された少年カミカゼのメジャー3枚目かつ最後のオリジナルアルバム。

## 概要
- オリジナルアルバムとしては、前作『MASTER'D』からおよそ1年ぶり（この年1月16日にはインディーズ時代のミニアルバム収録曲と既発表曲のデモ曲を収録した『BACK TO THE BEATER 〜インディーズコンプリート＆レアトラックス』が発売されているため、アルバム全てではおよそ7か月ぶりである）。
- 前作との間にリリースされたシングルが「HELLO.SWEET 〜陽の当たる坂道〜」しかないため、13曲中12曲が新曲である。
- この時点で既に和教は次のバンド「Esperanser」を結成していたためか、和教が作曲した曲の比率が低い（KENTARO作曲が3、南つかさとSaCoの作曲がそれぞれ1であり、和教の作曲は8曲と前2作に比べて少ない）。
- 関西地方の固有名詞が歌詞に出てくる曲の比率は前2作よりも高い（本作では「OSAKA-LIFE」「桜遠歌」「夙川 -しゅくがわ-」が該当する）。

## 収録曲
1. シュガーレスター
岡山ビブレ「SUMMER　SALE」TVCM
2. Hi-Fi
サビの部分に「Hi-Fi Hi-Fi Message」とスキャットらしきものが入る。
3. HELLO.SWEET 〜陽の当たる坂道〜
ラストシングル表題曲。
4. UNITE the NITE
「NITE」とは「NIGHT」の視覚方言である。
5. OSAKA-LIFE
6. 桜遠歌
「おうえんか」と読む。
7. ありがとうの歌。
関西テレビ『こどものうた』7月度マンスリーソング
8. HEY GIRLS
少年カミカゼの全ての楽曲の中で唯一SaCoが作曲した（作詞もSaCo）。
9. p.i.g method
この曲にはSaCoのパートが存在しない。
10. 夙川 -しゅくがわ-
11. キラリ
KENTAROが結婚式に出席した際に歌った曲。なお、作詞はKENTAROではない。
12. DODONPA!!
13. SLEEP FOOT STEPS
自主制作時代にリリースした音源のリテイクだと思われる。詳細は少年カミカゼの当該項を参照。

なお、前2作に収録されていた「君に逢いに行くときの歌」シリーズは、パート2の最後で続編が示唆されながら、本作では収録されていない。
- クレジット
作詞:和教（M4-M7、M9、M10）、SaCo＋和教（M1-M3、M13）、SaCo（M8、M11、M12）
作曲:和教（M3-M7、M9、M10、M13）、KENTARO（M1、M2、M11）、SaCo（M8）、南つかさ（M12)